# ضریب میرایی مولار
ضریب میرایی مولار اندازه گیری میزان شدت ضعیف شدن یک گونه شیمیایی در یک طول موج معین است. این خاصیت ذاتی(عنصری) گونه است. واحد SI ضریب میرایی مولار متر مربع در مول است ( m2/mol ) ، اما در عمل ، مقادیر معمولاً بر حسب M −1 ⋅cm −1 یا L⋅mol −1 ⋅cm −1  بیان می شوند دو واحد اخیر هر دو برابر 0.1 m2/mol ). در ادبیات قدیمی ، از cm 2 / mol گاهی استفاده می شود. 1 M −1 ⋅cm −1 برابر 1000 سانتی متر 2 در مول است. ضریب میرایی مولار همچنین به عنوان ضریب انقراض مولار و جذب مولار شناخته می شود ، اما استفاده از این اصطلاحات جایگزین توسط IUPAC منسوخ شده است.

## قانون بیر - لمبرت (Beer-Lambert law)
میزان جذب ماده ای که فقط یک عنصر جذبی (میراگر) دارد به طول مسیر و غلظت نمونه بستگی دارد ، طبق قانون Beer – Lambert
{\displaystyle A=\varepsilon c\ell ,}
که در آن
- ε ضریب میرایی مولی آن ماده است.
- c غلظت مولی آن گونه ها است.
- ℓ طول مسیر است. در صورتی که طول مسیر برابر با یک واحد فرض شود معادله ساده تر میگردد.

در منابع مختلف در مورد اینکه جذب به صورت اعشاری (بر اساس اعداد طبیعی) یا لگاریتمیک ( براساس e) است، قراردادهای متفاوتی دارند ، یعنی با توجه به انتقال از طریق لگاریتم اعشاری (log 10 ) یا لگاریتم طبیعی (ln) تعریف می شوند. ضریب میرایی مولار معمولاً اعشار است. وقتی ابهام وجود دارد ، بهتر است مشخص شود  استفاده از کدام یک بهتر میباشد.
هنگامی که N گونه میرایشگر (جذب کننده) در یک راه حل وجود دارد، جذب کلی از مجموع جذب برای هر گونه فرد i است:
{\displaystyle A=\sum _{i=1}^{N}A_{i}=\ell \sum _{i=1}^{N}\varepsilon _{i}c_{i}.}
ترکیب مخلوطی از گونه های میراگر N را می توان با اندازه گیری میزان جذب در طول موج های N (مقادیر ضریب مولار میرایی برای هر گونه در این طول موج ها را نیز باید دانست). طول موج های انتخاب شده معمولاً طول موج حداکثر جذب (Absorption maxima) برای گونه های خاص است. هیچ‌یک از طول موج ها برای یک جفت گونه نباید نقطه ایزوبستیک باشد . مجموعه معادلات همزمان زیر را می توان برای یافتن غلظت هر گونه ضعیف حل کرد:
{\displaystyle {\begin{cases}A(\lambda _{1})=\ell \sum _{i=1}^{N}\varepsilon _{i}(\lambda _{1})c_{i},\\\ldots \\A(\lambda _{N})=\ell \sum _{i=1}^{N}\varepsilon _{i}(\lambda _{N})c_{i}.\\\end{cases}}}
ضریب میرایی مولار (در واحد سانتی متر 2) به‌طور مستقیم به مربوط مقطع میرایی از طریق ثابت یا عدد آووگادرو N A :
{\displaystyle \sigma =\ln(10){\frac {10^{3}}{N_{\text{A}}}}\varepsilon \approx 3.82353216\times 10^{-21}\,\varepsilon .}
مربوط میباشد.

## ضریب میرایی جرم
ضریب تضعیف جرم برابر است با ضریب میرایی مولار تقسیم بر جرم مولی .

## پروتئین ها
در بیوشیمی ، ضریب میرایی مولی یک پروتئین در 280 nm نانومتر تقریباً منحصراً به تعداد واحدهای اسیدآمینه آروماتیک (معطر) ، به ویژه تریپتوفان بستگی دارد و می توان از توالی اسیدهای آمینه پیش بینی کرد. به همین ترتیب ، با توجه به توالی نوکلئوتید می توان ضریب انقراض اسیدهای نوکلئیک در 260 نانومتر را پیش بینی کرد.
اگر ضریب میرایی مولی مشخص باشد ، می توان از آن برای تعیین غلظت پروتئین در محلول استفاده کرد.

## لینک های خارجی
- Nikon MicroscopyU: مقدمه ای بر پروتئین های فلورسنت شامل جدول ضریب میرایی مولر پروتئین های فلورسنت است .